# زنده بمان
زنده بمان (به انگلیسی: Stay Alive) فیلمی ترسناک به کارگردانی ویلیام برنت بل است که در سال ۲۰۰۶ اکران شد.

## داستان
گروهی نوجوان با شروع یک بازی کامپیوتری، مرگ خود را رقم می‌زنند؛ داستان با یک شخصیت در بازی ویدئویی، که وارد عمارتی دلهره‌آور می‌شود، آغاز می‌گردد…

## بازیگران
- جاون فاستر
- فرانکی میونیز
- سوفیا بوش
- سمیری آرمسترانگ
- جیمی سیمپسون
- آدام گلدبرگ
- آلیس کریج
- ماریا کالینیا به عنوان الیزابت باتوری
- میلو ونتیمیگلیا
- جیمز هیون